# Michel R. Doret
Pour les articles homonymes, voir Doret.
Michel R. Doret, né le 5 janvier 1938 à Pétion-Ville, est un poète, dramaturge et essayiste haïtien.
Docteur en littérature depuis 1982, il a publié plusieurs livres qui portent sur la poésie francophone, la langue créole, l'histoire et la poésie romande.

## Publications
- Le Pan poétique des muses ; dossiers « La poésie des femmes romandes », « Muses & Poètes. Poésie, Femmes et Genre », sous la direction de Michel R. Doret, no 2, octobre, 2012 (parution numérique).
- André Rigaud. La vraie silhouette, éd. Xlibris Publishing, 2011.
- Leksik Kreyol-franse/Lexique français-créole, éd. Xlibris Publishing, 2010.
- Les Mamelles de Lutèce, éd. La Nouvelle Proue, 1995.
- Divagations, La Nouvelle Proue, 1994.
- Hier et demain, éd. La Nouvelle Proue, 1990.
- Lueur d'espoir (pièce de théâtre en 4 actes), Ornex-Maconnex, 1989.
- Volutes, éd. La Nouvelle Proue, 1988.
- Degré zéro, Compiègne, 1988.
- En berne ou une Journée plutôt spéciale (pièce de théâtre en cinq actes), Ornex-Maconnex, 1988.
- (dir.) Panorama de la poésie féminine francophone, éd. Ornex-Maconnex, 1988.
- Situation Poésie 83, Éditions Saint-Germain-des-Prés, 1984.
- Poèmes en marge, 1982.
- Esquisses, Ornex-Maconnex, 1981.
- Cinq dialogues, Port-au-Prince, 1980.
- Isolement, Ornex-Maconnex, 1980
- Montherlant et "Lo Español" , éd. Ornex-Maconnex: Amon Râ, 1979.
- Poétesses genevoises francophones : (1970 à 1980), 2e éd., Genève, Aquarius, 1987.

## Prix littéraires
- Martin Luther King Award 1970
- Médaille d'Argent Internationale de la Poésie (France).